# Jean-Michel Lucenay
Jean-Michel Lucenay (n. 25 aprilie 1978, Fort-de-France, Martinica) este un scrimer francez specializat pe spadă, cvadruplu campion mondial pe echipe (în 2002, 2009, 2011 și 2014), campion european la individual în 2010 și triplu campion european pe echipe (în 2003, 2008 și 2016).

## Carieră

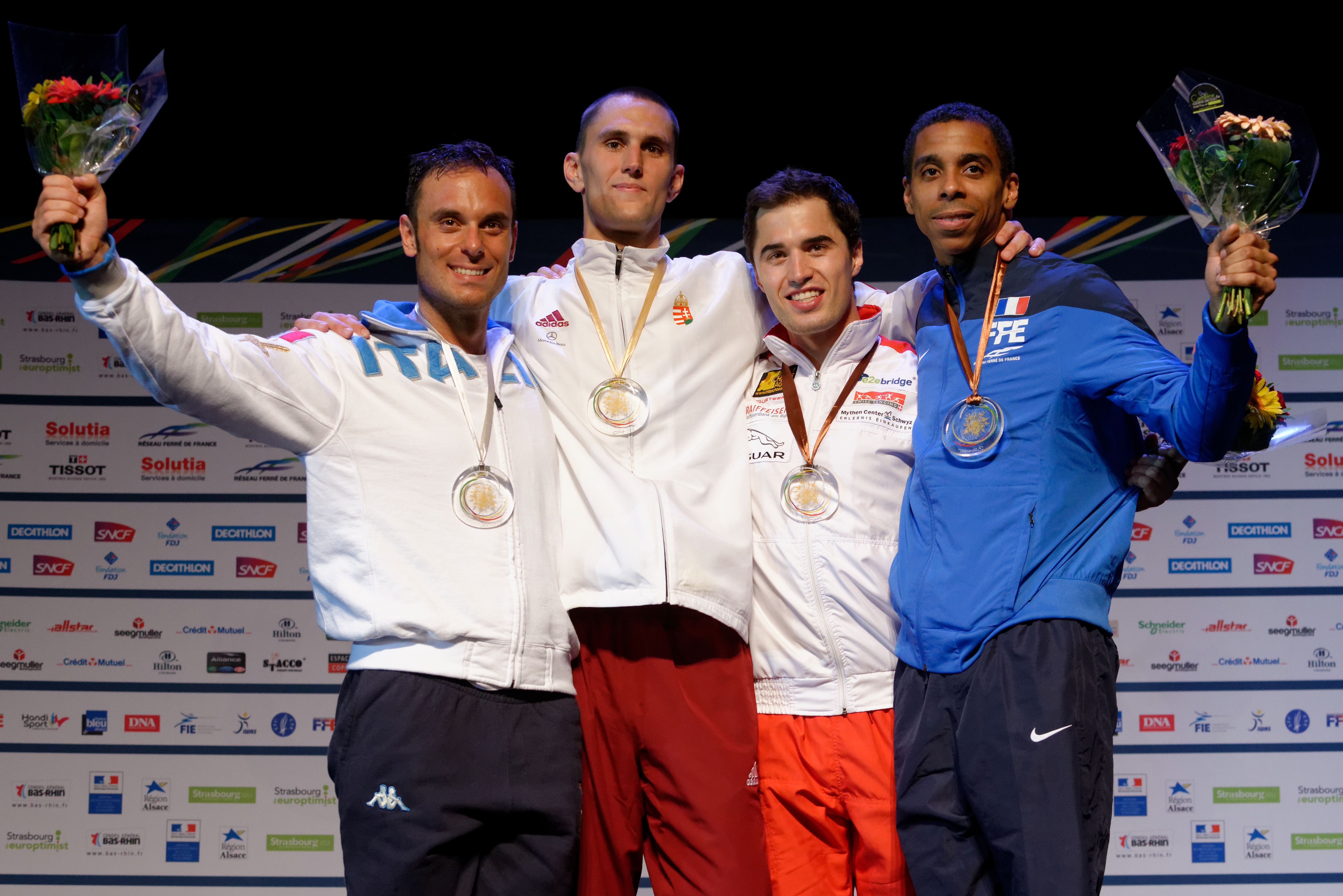
Lucenay (dreapta) pe podium la CE din 2014

S-a apucat de scrimă la vârsta de șase ani împreună cu fratele său mai mare, Laurent. În 1998 s-a transferat la centrul de pregătire pentru juniori de la Reims, în Franța metropolitană, unde s-a antrenat cu Fabrice și Jérôme Jeannet, și ei originari din Fort-de-France, Martinica. În 2002 s-a alăturat lotului național de seniori, unde i-a găsit pe frații Jeannet, și cu care a câștigat titlul mondial la Campionatul Mondial de la Lisabona. În anul următor a devenit și campion european pe echipe, o performanța care s-a repetat și în 2008.
În sezonul 2005-2006 și-a cucerit prima medalie în Cupa Mondială, obținând argintul la etapa de la Poitiers. Doi ani mai târziu a fost laureat cu bronz la Campionatul European din 2008 de la Kiev, după ce a pierdut cu maghiarul Géza Imre. Totuși, a fost selecționat numai ca rezervă la Jocurile Olimpice de vară din 2008 de la Beijing. Și-a privit doar de pe margine colegii de lot câștigând medalia de aur: regulamentul nu autoriza intrarea rezervei decât pentru a înlocui un titular indisponibil. În finala pe echipe a încercat Jérôme Jeannet să simuleze ca s-a rănit la încheietura, dar acesta a scăpat cu noroc de cartonașul negru, adică de descalificarea din competiția.
În sezonul 2008-2009 a câștigat prima sa etapa de Cupa Mondială, Trofeul Carroccio la Legnano. În sezonul următora obținut aurul la Campionatul European din 2010 de la Leipzig, după ce a trecut în finala de maghiarul Gábor Boczkó. În același an a ajuns în semifinală la Campionatul Mondial de la Paris. A pierdut cu conaționalul său Gauthier Grumier și s-a mulțumit cu bronzul. La proba pe echipe Franța a învins Statele Unite în finala, adjudecându-și medalia de aur. El a încheiat sezonul 2009-2010 pe locul 4 mondial, cel mai bun clasament din carieră.
Sezonul 2010-2011 s-a dovedit mai greu, dar și-a cucerit cu echipa cea de-a patra medalie de aur mondială, cel-de al optulea titlul major (olimpic sau mondial) la rând a Franței la spadă masculin pe echipe. Seria s-a întrerupt la Campionatul Mondial din 2012 de la Kiev, când Franța a întâlnit Statele Unite în finala. După ce Franța a dus scorul, Lucenay a fost învins 4–8 cu Benjamin Bratton. Ritmul s-a schimbat și Franta a pierdut în cele din urmă, mulțumindu-se cu argint. Lucenay nu a putut să se califice la Jocurile Olimpice de vară din 2012.
În sezonul 2013-2014 a găsit din nou calea spre podium, cucerind medalia de bronz la individual din cadrul Campionatului European din 2014 de la Strasbourg. La Campionatul Mondial din același an de la Kazan, a fost eliminat în turul întâi de italianul Paolo Pizzo, dar la proba pe echipe s-a arătat decisiv în finala cu Coreea de Sud, impunându-se cu scorul de 10-6 în releul împotriva lui Jung Jin-sun. Astfel a redevenit Franța campioană mondială pe echipe după o pauză de doi ani.
În luna mai 2016 a fost selecționat pentru Jocurile Olimpice din 2016 de la Rio de Janeiro, dar încă nu s-a hotărât dacă va fi titular sau rezervă.

## Viața personală
A absolvit managementul sportului din cadrul Universității „Claude Bernard” din Lyon. A lucrat ca coordonator de marketing și comunicare la Federația Franceză de Scrimă. Începând cu 2011 este gestionar de risc la Pôle Emploi, serviciul public francez de ocupare a forței de muncă.

## Palmares
Clasamentul la Cupa Mondială
| An  | 2003 | 2004 | 2005 | 2006 | 2007 | 2008 | 2009 | 2010 | 2011 | 2012 | 2013 | 2014 | 2015 |
| --- | ---- | ---- | ---- | ---- | ---- | ---- | ---- | ---- | ---- | ---- | ---- | ---- | ---- |
| Loc | 58   | 66   | 47   | 22   | 103  | 21   | 12   | 4    | 20   | 10   | 41   | 11   | 22   |

## Legături externe
- Materiale media legate de Jean-Michel Lucenay la Wikimedia Commons
- Prezentare Arhivat în 1 octombrie 2015, la Wayback Machine. la Confederația Europeană de Scrimă